# Мадагаскар на летних Олимпийских играх 1980
Мадагаскар принимал участие в Летних Олимпийских играх 1980 года в Москве (СССР) в четвёртый раз за свою историю, пропустив Летние Олимпийские игры 1976 года, но не завоевал ни одной медали. Сборную страны представляли 3 женщины.